# Jacob Anderson
Jacob Anderson, anche noto con lo pseudonimo Raleigh Ritchie (Bristol, 18 giugno 1990), è un attore e cantante britannico.
È conosciuto per la sua partecipazione alla serie Il Trono di Spade in cui interpreta il ruolo di Verme Grigio e per la serie Intervista col Vampiro (2022-)  in cui ha il ruolo del vampiro Louis de Pointe du Lac.

## Biografia e carriera
Trasferitosi a Londra a soli 17 anni per perseguire una carriera musicale, debutta contestualmente come attore nel film Adulthood. Continua a lavorare per anni come attore fra serie TV, film e teatro, raggiungendo infine una grande notorietà grazie alla serie TV Il trono di spade, in cui interpreta il ruolo del Verme Grigio per 6 stagioni, fino al 2019. Sempre nel 2013 firma un contratto discografico con la Columbia Records e inizia a pubblicare musica con lo pseudonimo di Raleigh Ritchie. La sua prima pubblicazione è l'EP The Middle Child, a cui fanno seguito nel 2014 gli EP Black and Blue e Black and Blue Point Two. Sempre nel 2014 il suo brano Stronger Than Ever raggiunge la posizione 30 nella classifica ufficiale britannica.
Nel 2015 apre vari concerti di George Ezra. Nel 2016 collabora con il rapper Stormzy nel singolo Keep It Simple, a cui fa seguito nel 2017 un secondo duetto intitolato Don't Cry For Me. Sempre nel 2016 pubblica il suo album di debutto You're a Man Now, Boy. Nel 2018 ottiene il suo primo ruolo rilevante in un film nell'horror fantascientifico Overlord. Nel 2020 pubblica il suo secondo album in studio Andy via Alacran Records. Nel 2021 pubblica vari singoli ed entra a far parte del cast della tredicesima stagione di Doctor Who.

## Influenze artistiche
In campo musicale, Anderson cita Erykah Badu, David Bowie, Jill Scott, The Smiths e Stevie Wonder come sue principali fonti d'ispirazione.

## Filmografia parziale
- Adulthood, regia di Noel Clarke (2008)
- Primeval, ep. 2.04 (2008)
- I segreti della mente (Chatroom), regia di Hideo Nakata (2010)
- 4.3.2.1., regia di Noel Clarke (2010)
- Episodes (2012) - 8 ep.
- Skins - serie TV, 1 episodio (2012)
- Comedown, regia di Menhaj Huda (2012)
- The Mimic – serie TV, 10 episodi (2013-2014)
- Broadchurch – serie TV, 6 episodi (2013)
- Il Trono di Spade (Game of Thrones) – serie TV, 34 episodi (2013-2019)
- Overlord, regia di Julius Avery (2018)
- Doctor Who - serie tv (2021)
- Intervista col vampiro (Interview with the Vampire) – serie TV, 15 episodi (2022-)
- The Sandman - serie TV, 2 episodi (2x10-2x11)

## Doppiatori italiani
- Massimo Triggiani in Il Trono di Spade, Broadchurch, Bad Apples
- Raffaele Carpentieri in Overlord

## Discografia
Discografia pubblicata a nome Raleigh Ritchie:
Album in studio
- 2016 - You're a Man Now, Boy
- 2020 - Andy

EP
- 2013 - The Middle Child
- 2014 - Black and Blue
- 2014 - Black and Blue Point Two